# Friedrich Hermann Schlüter
Friedrich Hermann Schlüter (* 8. Oktober 1851 in Elmshorn; † 26. Januar 1919 in New York City) war ein deutscher Archivar, Autor, Schriftsteller und Herausgeber.

## Leben
Schlüter war Autodidakt, er brachte sich sein Wissen selbst bei, denn seine formale Bildung beschränkte sich auf den Besuch einer Dorfschule. Er erlernte das Schreinerhandwerk. Anfang der 1870er Jahre wanderte er nach Amerika aus. In Chicago arbeitete er für die Wochenzeitung Vorbote, das Organ der Arbeiterpartei von Illinois, und als Sekretär der Chicagoer Sektion der Internationalen Arbeiterassoziation.
1876 kehrte Schlüter nach Deutschland zurück und verdiente sein Geld als Korrespondent des Vorboten. Wegen seiner Tätigkeit in verschiedenen Organen der Sozialistischen Arbeiterpartei  in Dresden wurde er zu einem Jahr Gefängnis verurteilt und danach aus Dresden ausgewiesen. Ende 1883 ging er nach Zürich, auf Anraten August Bebels sollte er Julius Motteler bei der Verbreitung der sozialistisch-sozialdemokratischen Zeitung Der Sozialdemokrat unterstützen. Wegen des Sozialistengesetzes konnte die Zeitschrift in Deutschland nicht gedruckt werden.
Auf Antrag von Karl Kautsky und Max Kegel wurde beschlossen, ein Parteiarchiv für eine Sammlung und Aufbewahrung älterer sozialistischer und volkswirtschaftlicher Literatur in der Schweiz zu begründen. Hermann Schlüter war die treibende Kraft, um den Gedanken eines Archives zu verwirklichen. Er appellierte an alte Genossen, Veteranen aus den dreißiger und vierziger Jahren, in ihrem Besitz befindliche Dokumente wie Broschüren, Flugblätter, Pamphlete und Reden einem solchen Parteiarchiv zu überlassen.
Auf der Parteikonferenz, die vom 19. bis 21. August 1882 in Zürich stattfand, wurde der Einrichtung des Archivs zugestimmt. Eduard Bernstein, der die ersten Stücke gesammelt hatte, übergab am 20. August 1884 Schlüter offiziell das Archiv. Akribisch setzte Schlüter seine Arbeit fort, selbst aus dem Ausland wie aus der Schweiz, Österreich und Italien sowie aus den USA sammelte er Broschüren, Bücher und Protokolle. Parallel bemühte sich Schlüter um eine „Sozialdemokratische Bibliothek“, seit Mai 1885 erörterte er mit Engels Überlegungen zu deren Inhalt und Anliegen.
Im April 1888 wurden auf Druck der deutschen Reichsregierung die am Sozialdemokrat  beteiligten deutschen Sozialisten  aus der Schweiz ausgewiesen. Auf Anraten von Engels hatte sich die Parteileitung entschlossen, den Sozialdemokrat und die mit ihm verbundenen Einrichtungen nach London zu verlegen. Das Archiv wurde in 16 große Kisten verpackt und im Juni 1888 in der beengten Wohnung von Bernstein wieder aufgestellt.
Weil Julius Motteler von Schlüter die absolute Unterordnung verlangte, war die Zusammenarbeit mit ihm für Schlüter unerträglich geworden. So machte er einen radikalen Schnitt und wanderte am 16. März 1889 erneut nach Amerika aus. Nach der Aufhebung des Sozialistengesetzes zum 1. Oktober 1890 wurde das Archivgut wieder nach Deutschland überführt.
In New York City trat er in die Redaktion der New Yorker Volkszeitung ein und redigierte sie bis zu seinem Tod. Schlüter hielt Verbindung zur deutschen Sozialdemokratie, seine Aufsätze - meist über amerikanische Probleme -  erschienen in der Neuen Zeit. Als Delegierter nahm er am 
Internationalen Sozialistenkongresse 1904 und am Internationalen Sozialistenkongress 1910 teil. 1907 wurde in Stuttgart seine Arbeit Die Anfänge der deutschen Arbeiterbewegung in Amerika und 1918 in Chicago Die Internationale in Amerika publiziert.
Schlüter starb am 26. Januar 1919 in New York an einer Lungenentzündung. Sein Nachlass wurde von William English Walling erworben. Dieser übergab den europäischen Teil, der nicht weniger als 600 Titel umfasste, an die University Library in Madison und den amerikanischen Teil an die State Historical Society of Wisconsin.

## Werke
- Schlüter Hermann. Die Anfänge der deutschen Arbeiterbewegung in Amerika. – Stuttgart : Dietz, 1907
- Schlüter, Hermann. Chicago. Sozialistisches Arbeiter-Liederbuch: Deutsche Sprachgruppe d. Sozialistischen Partei d. Vereinigten Staaten, [um 1910]
- Schlüter Hermann. Die Chartisten-Bewegung : Ein Beitr. zur sozialpolit. Geschichte Englands. 1916.
- Schlüter, Hermann. Die Internationale in Amerika: Ein Beitrag zur Geschichte der Arbeiterbewegung in den Vereinigten Staaten.1918.